# Vechta (huyện)
Vechta (phát âm tiếng Đức: [ˈfɛçta]) là một huyện (Landkreis) ở bang Lower Saxony, Đức. Đô thị này giáp (từ phía bắc theo chiều kim đồng hồ) các huyện Oldenburg, Diepholz, Osnabrück và Cloppenburg.

## Thành phố và đô thị
| Thành phố                               | Đô thị                                                                           |
| --------------------------------------- | -------------------------------------------------------------------------------- |
| 1. Damme 2. Dinklage 3. Lohne 4. Vechta | 1. Bakum 2. Goldenstedt 3. Holdorf 4. Neuenkirchen-Vörden 5. Steinfeld 6. Visbek |